# Najlepsze z najlepszych. Przeboje 1993–1999
Najlepsze z najlepszych. Przeboje 1993-1999 – kompilacyjny album Shazzy z wiosny 1999 wydany nakładem Pro Dance. Album zawierał największe przeboje piosenkarki w nowych wersjach. Książeczka albumu została bogato ilustrowana ponad 30 prywatnymi zdjęciami Shazzy.

## Lista utworów
1. „Jestem zakochana”
2. „Bierz co chcesz”
3. „Baiao Bongo”
4. „Małe pieski dwa”
5. „Tak bardzo zakochani”
6. „Zabawa się ze mną”
7. „Noc róży”
8. „Miłość i zdrada”
9. „Tak blisko nieba”
10. „Egipskie noce”
11. „Raczej nie”
12. „Nie żałujcie serca dziewczyny”
13. „Zakochaj się jeszcze raz”
14. „Nie bądź taki szybki Bill”
15. „Chinatown”
16. „Historia pewnej miłości”
17. „Jesteś moim ideałem”
18. „18 lat”
19. „Best of Shazza (TV Mix)”
20. „Mały słodki Charlie”